# ريوسوكي هيساتومي
ريوسوكي هيساتومي (باليابانية: 久富 良輔) (19 مارس 1991 في كاناغاوا في اليابان – )؛ هو لاعب كرة قدم ياباني سابق كان يلعب كمدافع.

## وصلات خارجية
- ريوسوكي هيساتومي على موقع رابطة كرة القدم اليابانية للمحترفين (اليابانية)
- ريوسوكي هيساتومي على موقع قاعدة بيانات كرة القدم.إي يو (الإنجليزية)
- ريوسوكي هيساتومي على موقع Soccerway.com (الإنجليزية)
- ريوسوكي هيساتومي على موقع عالم كرة القدم.نت (الإنجليزية)